# Octomeria lancipetala
Octomeria lancipetala är en orkidéart som beskrevs av Charles Schweinfurth. Octomeria lancipetala ingår i släktet Octomeria och familjen orkidéer. Inga underarter finns listade i Catalogue of Life.